# Route nationale 48 (Inde)
Pour les articles homonymes, voir Route nationale 48.
La route nationale 48 (en anglais : National highway 48, en marathi : मुंबई-पुणे द्रुतगती महामार्ग) relie Mumbai à Chennai en Inde. 
Elle est longue de 2 807 km, forme la partie sud du Quadrilatère d'or et est connectée à la NH-7, NH-46.

## Description
La NH 48 traverse les États de Delhi, Haryana, Rajasthan, Gujarat, Maharashtra, Karnataka et Tamil Nadu.

## Tracé
La NH 48 traverse, entre-autres, les villes et villages importants indiqués ci-dessous,:
- Delhi
- Gurugram
- Rewari
- Behror
- Kotputli
- Shahpura
- Jaipur
- Ajmer
- Amet
- Udaipur
- Himatnagar
- Gandhinagar
- Ahmedabad
- Kheda
- Nadiad
- Anand
- Vadodara
- Bharuch
- Ankleshwar
- Surat
- Navsari
- Valsad
- Vapi
- Palghar
- Vasai-Virar
- Mumbai
- Thane
- Navi Mumbai
- Lonavala
- Pimpri Chinchwad
- Pune
- Satara
- Karad
- Kolhapur
- Nipani
- Sankeshwar
- Belgaum
- Kittur
- Dharwad
- Hubli
- Haveri
- Ranebennuru
- Davangere
- Chitradurga
- Hiriyur
- Sira
- Tumkur
- Dobbaspet
- Nelamangala
- Bangalore
- Electronics City
- Attibele
- Hosur
- Krishnagiri
- Vaniyambadi
- Ambur
- Pallikonda
- Vellore
- Arcot
- Ranipet
- Walajapet
- Kanchipuram
- Sriperumbudur
- Chennai

## Histoire
Le tronçon entre Pune et Bengaluru était autrefois connu sous le nom de P.B. Road.
Son tronçon de Delhi à Mumbai était auparavant désigné NH 8 et le tronçon entre Mumbai et Chennai était désigné NH 4 avant que toutes les autoroutes nationales ne soient renumérotées en 2010.

## Galerie

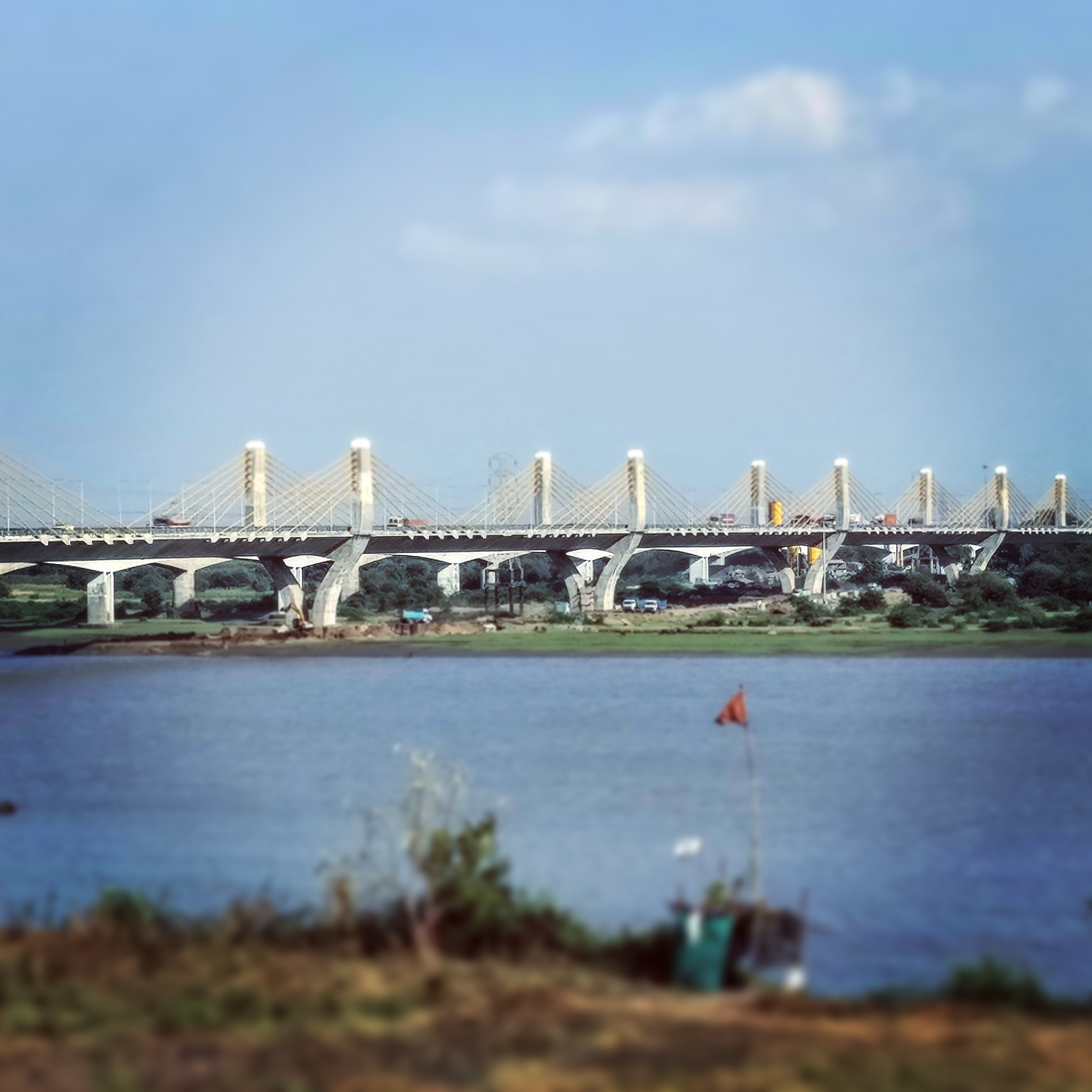
Pont sur le fleuve Narmada à Bharuch.
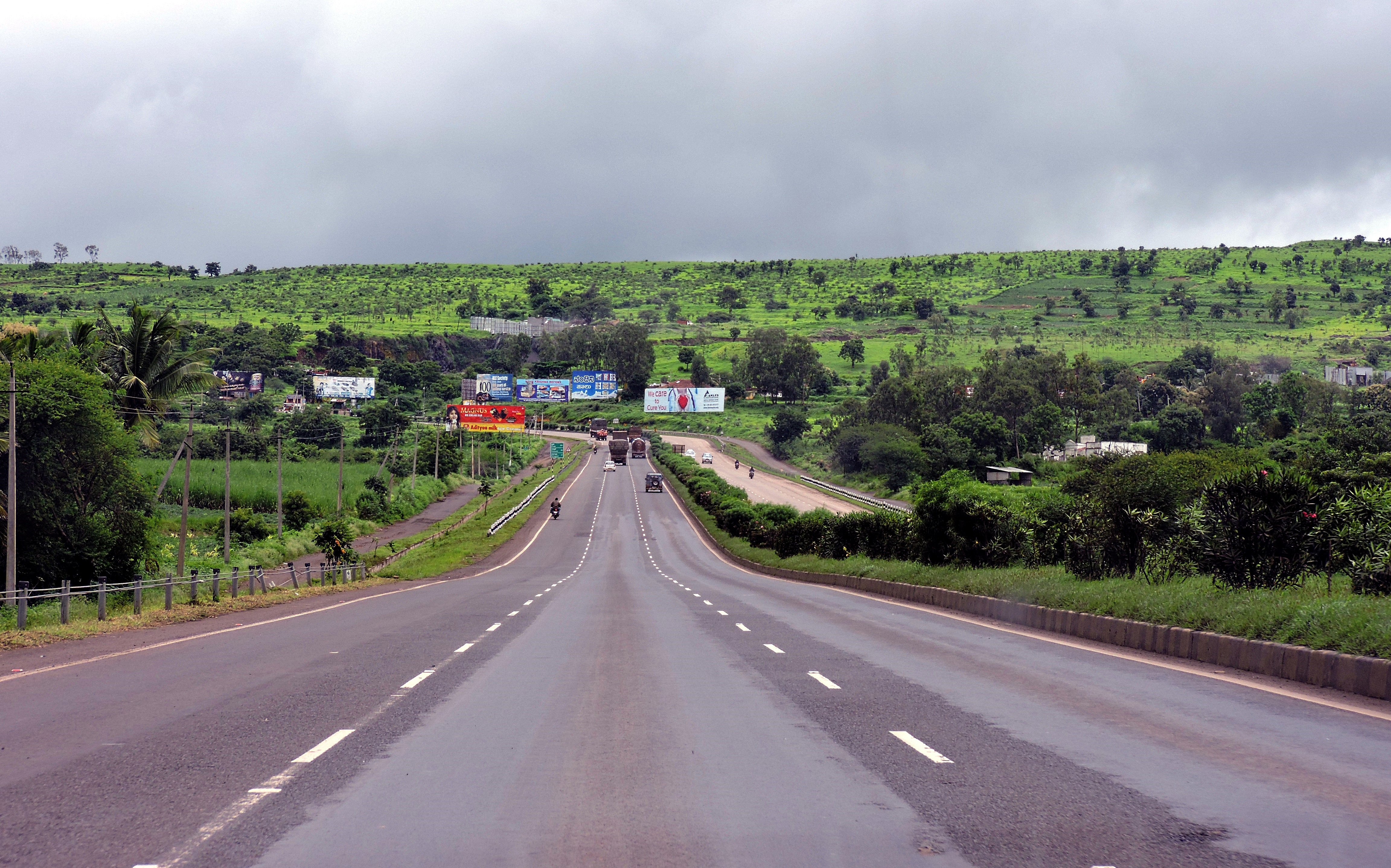
La NH 48 entre Hubli et Belgaum.
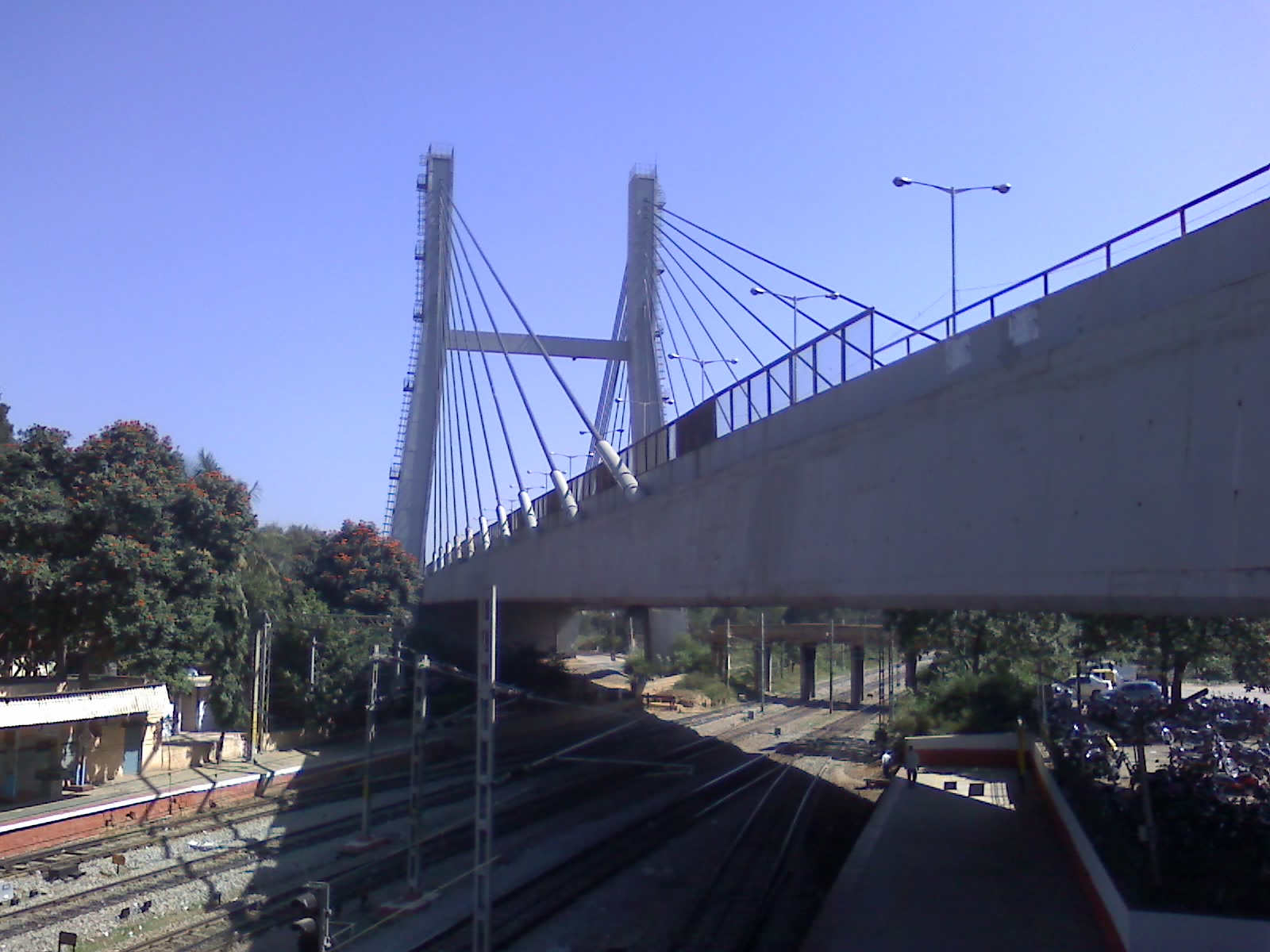
Pont suspendu de la NH4 au-dessus de la gare de Krishnarajapuram.
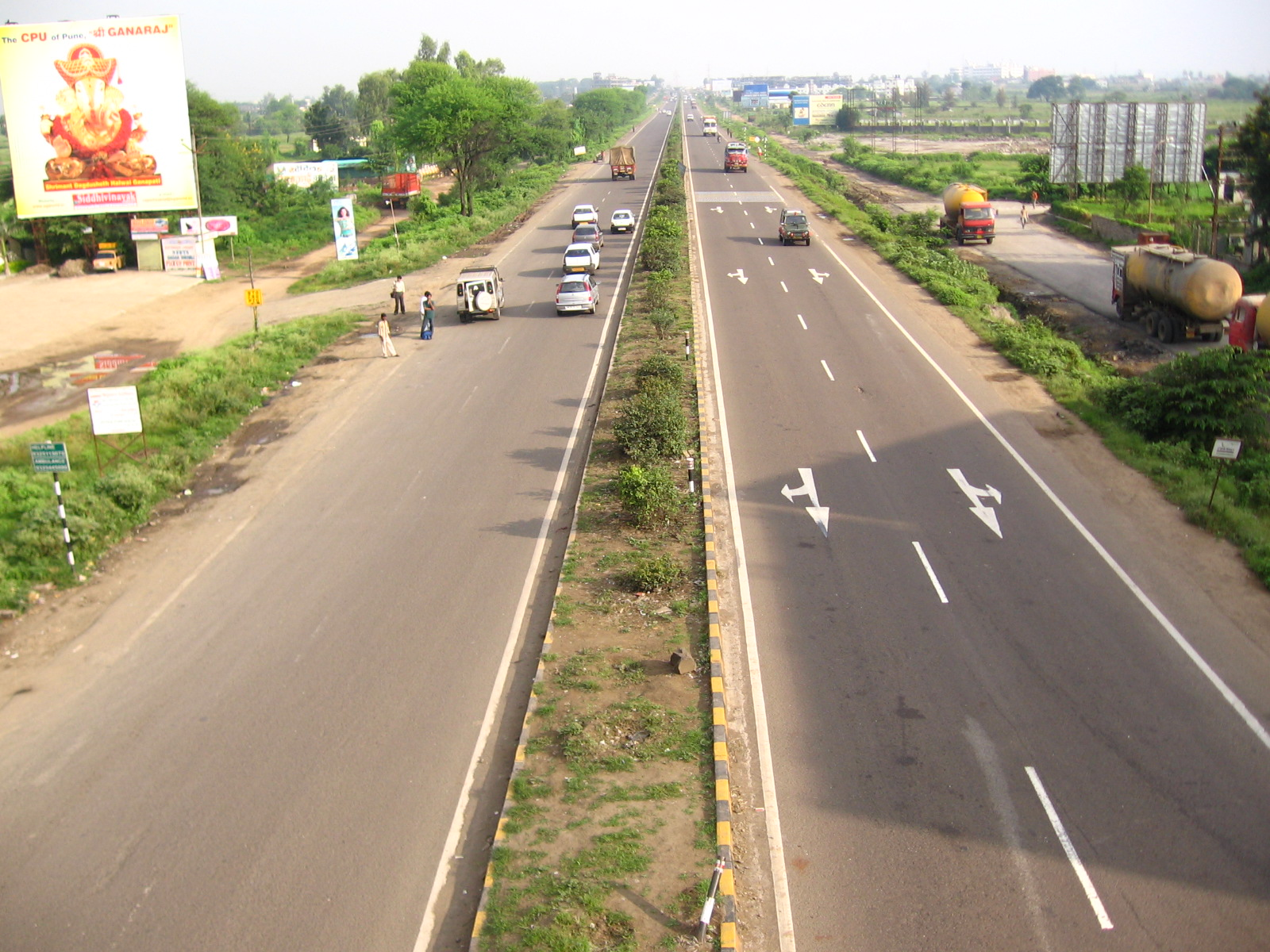
Vue de l'autoroute à Pune.